# Okay Kaya
Okay Kaya, pseudonimo di Kaya Wilkins (New Jersey, 14 agosto 1990), è una cantante, modella e attrice statunitense di origine norvegese.

## Carriera
Il suo debutto come cantante è avvenuto con la pubblicazione del suo primo singolo con lo pseudonimo di Okay Kaya, intitolato Damn, Gravity, pubblicato nel 2015. Tre anni dopo è uscito il suo disco d'esordio, Both. Nel 2020 ha pubblicato il suo secondo album intitolato Watch This Liquid Pour Itself con l'etichetta Jagjaguwar, ricevendo tre stelle su cinque dal The Guardian. Nello stesso anno ha fatto il suo esordio come attrice, recitando con il ruolo da coprotagonista nella pellicola cinematografica norvegese Thelma. Ad agosto ha pubblicato il suo secondo mixtape, Surviving is the New Living. Sempre nel 2022 ha posato come modella per il calendario Pirelli 2023 e si è esibita al Pitchfork Music Festival.

## Discografia
Album in studio
- 2018 - 14 agosto
- 2020 - Watch This Liquid Pour Itself
- 2022 - SAP

Mixtapes
- 2014 - Mix Vol. One
- 2020 - Surviving Is the New Living
- 2021 - The Incompatible Okay Kaya

## Filmografia
- Thelma (2017)
- Exit Plan (2019)

## Riconoscimenti
- Spellemannprisen 2020
  - Indie/alternativa per Watch This Liquid Pour Itself[10][11]